# Macrocarsia niepelti
Macrocarsia niepelti là một loài bướm đêm trong họ Noctuidae.